# Slaget vid Narva (1944)
För andra betydelser, se Slaget vid Narva (olika betydelser).
Slaget vid Narva var en del av andra världskriget och stod mellan styrkor från Hitlers Nazityskland och Stalins Sovjetunionen.

## Bakgrund
År 1941 inleddes Operation Barbarossa med en tysk blixtkrigsoffensiv. Till en början omringades stora delar av den Röda armén och de flesta slagen slutade med enkla tyska segrar. Narva var inget undantag. Wehrmacht-soldaterna i Armégrupp Nord ledda av Wilhelm Ritter von Leeb säkrade Narva och avancerade vidare på väg mot Leningrad och Archangelsk.

## Slaget vid Narva
När Sovjetiska styrkor tre år senare hade fått Hitlers styrkor att retirera djupare och djupare mot det som tidigare hade varit den estländska gränsen var gränsstaden Narva det första hindret som stod mellan Röda Armén och en återerövring av Estland.
Stadens försvar leddes av den tyske befälhavaren Walter Model som förfogade över drygt 50 000 man. Han mötte en överväldigande styrka på över 250 000 ryssar som avancerade mot staden. Trots detta hopplösa läge lyckades tyskarna hålla staden i hela sju månader. Vid det här laget hade 150 000 ryska soldater fått sätta livet till mot endast 20 000 tyskar. Slaget som inleddes den 2 februari 1944 och avslutades i september samma år slutade med en rysk pyrrhusseger.

## Följder
Efter slaget låg staden Narva i ruiner. Det enda som var kvar av staden var Narvafortet, det gamla rådhuset och ett fåtal av stadens äldre befästningsvallar. Efter slaget fortsatte det ryska avancemanget som lite mindre än ett år senare skulle få sitt stopp vid Berlin. Bland de materiella förlusterna räknas det Svenska lejonet i Narva.